# Apoctena
Apoctena es un género de polillas tortrícidas categorizado en la tribu Epitymbiini, de la subfamilia Tortricinae. Fue descrito por Dugdale en 1990.

## Especies
- Apoctena clarkei (Philpott, 1930)
- Apoctena conditana (Walker, 1863)
- Apoctena fastigata (Philpott, 1916)
- Apoctena flavescens (Butler, 1877)
- Apoctena orthocopa (Meyrick, 1924)
- Apoctena orthropis (Meyrick, 1901)
- Apoctena persecta (Meyrick, 1914)
- Apoctena pictoriana (Felder y Rogenhofer, 1875)
- Apoctena spatiosa (Philpott, 1923)
- Apoctena syntona (Meyrick, in Chilton, 1909)
- Apoctena taipana (Felder y Rogenhofer, 1875)
- Apoctena tigris (Philpott, 1914)